# Japan-Korea-Annexionsvertrag von 1910
Der Japan-Korea-Annexionsvertrag von 1910 war ein unter Zwang geschlossener Vertrag zwischen dem Kaiserreich Japan und dem Kaiserreich Korea, der das Reich der Joseon-Dynastie (1392–1910) auflöste und als Kolonie unter dem Namen Chosŏn (japanisch Chōsen) in das japanische Kaiserreich integrierte.

## Geschichte
Spätestens ab der zweiten Hälfte des 19. Jahrhunderts gelangte das Joseon-Reich zwischen die Konfliktlinien des Japanischen Kaiserreichs, des Reichs der chinesischen Qing-Dynastie und des Russischen Kaiserreichs. Schwächen in der Monarchie machten Joseon zum „Spielball“ der angrenzenden Mächte und zum Teil auch der westlichen Länder, beginnend mit dem Vertrag von Ganghwado, in dem der damalige König Gojong 1876 aufgrund einer zuvor inszenierten militärischen Aggression Japans gegen Joseon einen Vertrag mit Japan akzeptierte, der zwar die Souveränität Joseons festschrieb, es aber gleichzeitig zwang, weitere Seehäfen für den Handel mit Japan zu öffnen, und dem Japanische Kaiserreich erlaubte, die Küsten Joseons zu erforschen und zu kartografieren. Es folgten in den nächsten Jahren schrittweise weitere Verträge mit Japan, die dem Japanischen Kaiserreich stetig mehr politischen Einfluss auf Joseon zugestanden. Im November 1905 wurde Joseon mit dem Eulsa-Vertrag zum Protektorat Japans erklärt und unter Gojongs Sohn, Kaiser Sunjong, ein japanischer Generalresident für Joseon bestimmt. Dieser Vertrag war ein Vorläufer des Annexionsvertrages.
Am 30. Mai 1910 wurde der japanische General und vorherige Kriegsminister Terauchi Masatake zum Generalresidenten für Joseon ernannt, nachdem Itō Hirobumi zurückgetreten war, der sich bereits wegen mangelnden Zuspruchs in der Bevölkerung für eine Annexion Joseons ausgesprochen hatte.
Terauchi Masatake forcierte Verhandlungen mit der Regierung Joseons und verhandelte selbst ab dem 23. Juli 1910 in Seoul den Annexionsvertrag mit dem japanfreundlichen Premierminister Yi Wan-yong (이완용). Der Annexionsvertrag wurde am 18. August vom Kabinett der Regierung Joseons gebilligt, vier Tage später vom Premierminister Yi Wan-yong und dem japanischen Generalresident Terauchi Masatake unterzeichnet und am 29. August 1910 vom japanischen Außenministerium verkündet.

## Der Annexionsvertrag (Übersetzung)

### Die Proklamation
Ungeachtet der ernsthaften und mühsamen Arbeit der Reformen in der Verwaltung Koreas, in der die Regierungen Japans und Koreas seit mehr als vier Jahren seit dem Abschluss des Abkommens von 1905 beschäftigt sind, hat sich das bestehende Regierungssystem in diesem Land nicht gänzlich in der Pflicht bewährt, die öffentliche Ordnung und Ruhe zu bewahren; und darüber hinaus dominiert der Geist des Misstrauens und der Irreführung die ganze Halbinsel.
Um Frieden und Stabilität in Korea zu erhalten, den Wohlstand und das Wohlergehen der Koreaner zu fördern und gleichzeitig die Sicherheit und die Ruhe ausländischer Bewohner zu gewährleisten, wurde mehr als deutlich gemacht, dass grundlegende Veränderungen im gegenwärtigen Regierungsregime absolut notwendig sind. Die Regierungen Japans und Koreas, die von der dringenden Notwendigkeit der Einführung von Reformen überzeugt sind, die den Anforderungen der Situation entsprechen, und eine ausreichende Garantie für die Zukunft zu bieten, haben mit Zustimmung seiner Majestät den Kaiser von Japan und Seine Majestät, der Kaiser von Korea, durch ihre Bevollmächtigten einen Vertrag beschlossen, der die vollständige Annexion Koreas an das Imperium von Japan vorsieht. Aufgrund dieser wichtigen Rechtshandlung, die mit ihrer Verkündung am 29. August 1910 wirksam wird, wird die kaiserliche Regierung Japans die gesamte Regierung und Verwaltung Koreas übernehmen, und sie erklären hiermit, dass die Angelegenheiten im Zusammenhang mit Ausländern und Außenhandel mit Korea nach folgenden Regeln geführt werden sollen:

### Der Vertrag
Seine Majestät, der Kaiser von Japan, und seine Majestät, der Kaiser von Korea, haben die besonderen und engen Beziehungen zwischen ihren jeweiligen Ländern in dem Wunsch im Blick, den gemeinsamen Reichtum der beiden Nationen zu fördern und den dauerhaften Frieden im Fernen Osten zu sichern, und sind überzeugt, dass diese Ziele am besten durch die Annexion Koreas an das Imperium Japans erreicht werden können, haben sich entschlossen, einen Vertrag über eine solche Annexion abzuschließen und zu diesem Zweck als ihre Bevollmächtigten ernannt, die zu sagen sind, für Seine Majestät der Kaiser von Japan, Viscount Terauchi Masatake, Resident-General, und für Seine Majestät, der Kaiser von Korea, Yi Wan-Yong, Premierminister, die in gemeinsamer Konferenz und Beratung folgenden Artikeln zugestimmt haben:
- Artikel 1. Seine Majestät, der Kaiser von Korea, macht die vollständige und permanente Abtretung aller Souveränitätsrechte über ganz Korea an seine Majestät, den Kaiser von Japan.
- Artikel 2. Seine Majestät, der Kaiser von Japan, akzeptiert die Abtretung, die im vorhergehenden Artikel erwähnt wurde, und stimmt der vollständigen Annexion Koreas an das Reich Japans zu.
- Artikel 3. Seine Majestät, der Kaiser von Japan, wird ihren Majestäten den Kaiser und Ex-Kaiser und Seine Kaiserliche Hoheit, den Kronprinzen von Korea, und ihre Gefährten und Erben solcher Titel, Würde und Ehre, wie sie ihren jeweiligen Reihen angemessen sind, gewähren und für ausreichend jährliche Zuschüsse für den Erhalt solcher Titel, Würde und Ehren sorgen.
- Artikel 4. Seine Majestät, der Kaiser von Japan, wird auch den Mitgliedern des Kaiserhauses von Korea und ihren Erben, die nicht im vorhergehenden Artikel erwähnt wurden, angemessene Ehre und Behandlung und die Mittel, die für die Aufrechterhaltung dieser Ehre und Behandlung notwendig sind, gewähren.
- Artikel 5. Seine Majestät, der Kaiser von Japan, wird jenen Koreanern, die aufgrund ihrer verdienstvollen Dienste als eine solche besondere Anerkennung gelten, politische und monetäre Zuschüsse gewähren.
- Artikel 6. Als Folge der vorgenannten Annexion übernimmt die japanische Regierung die gesamte Regierung und die Verwaltung Koreas und verpflichtet sich, unter der Einhaltung der dort geltenden Gesetze für den vollen Schutz der Menschen und des Eigentums der Koreaner und für die Förderung des Wohlstands aller zu sorgen.
- Artikel 7. Die Regierung von Japan wird, soweit es die Umstände zulassen, im öffentlichen Dienst Japans in Korea jene Koreaner beschäftigen, die das neue Regime loyal und in gutem Glauben akzeptieren und die für diesen Dienst angemessen qualifiziert sind.
- Artikel 8. Dieser Vertrag, der von seiner Majestät, dem Kaiser von Japan, und seiner Majestät, dem Kaiser von Korea, gebilligt wurde, wird aus dem Stand seiner Verkündung wirksam.

Im Glauben daran, dass die beiden Bevollmächtigten diesen Vertrag unterzeichnet und ihre Siegel angebracht haben.
22. August, 4. Jahr von Yunghui (1910)

Yi, Wan-yong, Premierminister (Siegel)
22. August, 43. Jahr von Meiji (1910)

Viscount Terauchi Masatake, Resident General (Siegel)

## Legalitätsdisput
Die Rechtmäßigkeit des Vertrags wurde später von der im Exil lebenden provisorischen Regierung der Republik Korea sowie der südkoreanischen Regierung bestritten. Während der Vertrag mit dem nationalen Siegel des koreanischen Kaiserreichs versehen war, lehnte Kaiser Sunjong die Unterzeichnung des Vertrags gemäß den koreanischen Gesetzen ab. Aus Sicht der japanischen Regierung war der Vertrag legal zustande gekommen, eine Sichtweise, die auch die westlichen Nationen bereitwillig übernommen hatten.
Doch der Annexionsvertrag von 1910 basierte nicht mehr auf einer freien Entscheidung der koreanischen Regierung oder des Souveräns des Landes, Kaiser Sunjong, denn seine Souveränität hatte das koreanische Kaiserreich bereits mit der Unterzeichnung des Protektoratsvertrags vom 17. November 1905 (Eulsa-Vertrag) verloren. Schon durch den Artikel 1 des Protektoratsvertrages wurde die Vertretung Joseons nach außen durch das Japanische Kaiserreich festgeschrieben, wodurch Verträge mit dem Ausland nur mit Genehmigung Japans möglich waren, was einer Aufgabe der Souveränität gleichkommt. Dass der Vertrag unter Androhung von Gewalt zustande kam, steht heute außer Frage und wurde schon seinerzeit deutlich und ausführlich publiziert. Trotzdem übernahmen die westlichen Nationen die Darstellung des Japanischen Kaiserreichs von der Freiwilligkeit der Vertragsunterzeichnung. Auch, dass der Vertrag seinerzeit nicht durch den Souverän Kaiser Gojong unterzeichnet wurde, da dieser den Vertrag ablehnte, sondern lediglich durch den Außenminister des Landes, Park Je-sun (박제순), wurde vom Westen stillschweigend ignoriert, auch von der deutschen Regierung, die nachweislich davon unterrichtet war.
Park Je-sun war zwar ermächtigt worden, mit den Japanern zu verhandeln, zur Unterzeichnung des Vertrages war er allerdings nicht befugt. Das Siegel seines Amtes wurde vom japanischen Dolmetscher beschlagnahmt und soll später unter den Vertrag gesetzt worden sein, allerdings nur in der koreanischen Ausfertigung. Die japanische Version blieb ohne Siegel. Ein Vertrag ohne Siegel hat in asiatischen Ländern keine Gültigkeit. Aus diesem Grund, und weil er nicht vom Souverän des Volkes unterzeichnet und gesiegelt wurde, ist der Vertrag eigentlich nicht zustande gekommen.